# Parbalohan
Parbalohan is een bestuurslaag in het regentschap Samosir van de provincie Noord-Sumatra, Indonesië. Parbalohan telt 447 inwoners (volkstelling 2010).